# Ajania adenantha
Ajania adenantha là một loài thực vật có hoa trong họ Cúc. Loài này được (Diels) Ling & Shih mô tả khoa học đầu tiên năm 1980.